# 格达良乡
格达良乡，是中华人民共和国新疆维吾尔自治区克孜勒苏柯尔克孜自治州阿图什市下辖的一个乡镇级行政单位。

## 行政区划
格达良乡下辖以下地区：
库尔干村、曲许尔盖村、提坚村、库都克村、乔克其村、库也克村和阿尔帕勒克村。